# 巴克爾省

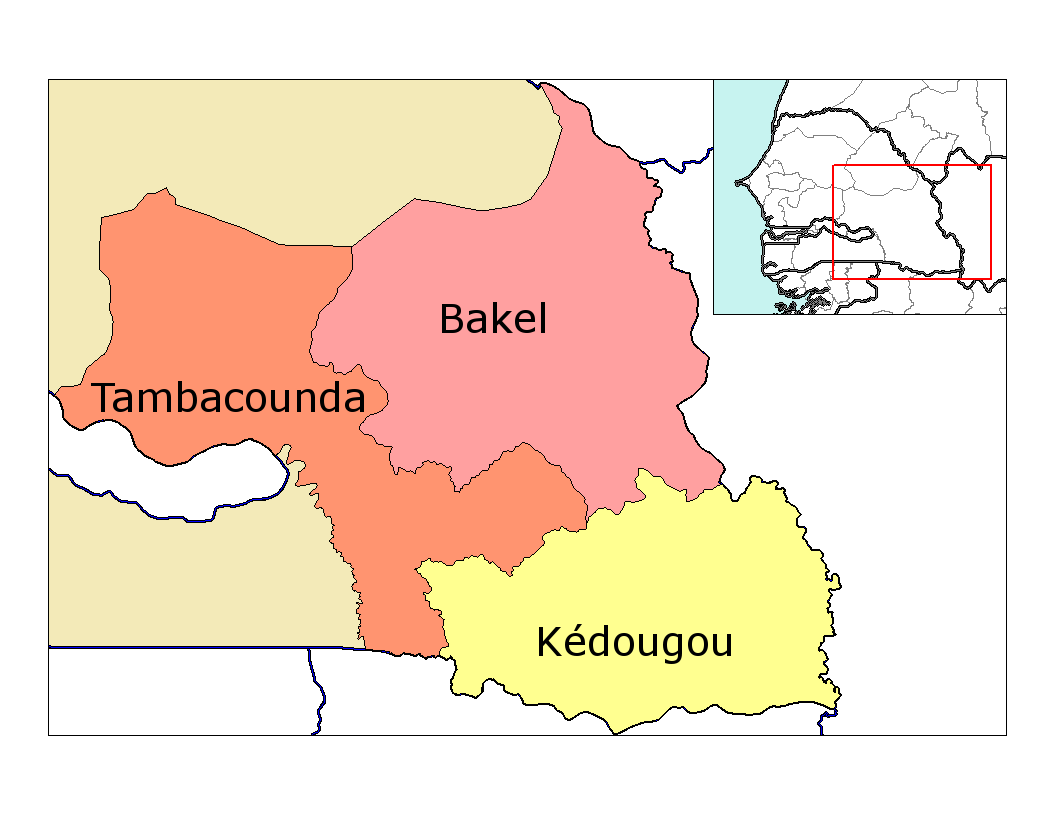

14°54′09″N 12°27′34″W / 14.90250°N 12.45944°W
巴克爾省（法語：Département de Bakel），是塞內加爾的省份，位於該國東部，由坦巴昆達區負責管轄，首府設於巴克爾，西面是古迪里省，面積22,378平方公里，2013年人口138,867，人口密度每平方公里6.2人。